# 金崎古墳群 (松江市)
金崎古墳群（きんざきこふんぐん）は島根県松江市にある古墳時代中期（5世紀）の古墳群。国の史跡に指定されている。

## 概要
本遺跡は、島根大学（松江市西川津町）北側の低丘陵上にある古墳群で、2基の前方後方墳と3基の方墳からなる。もともとは計11基からなる古墳群であったが、うち6基は団地造成工事により1963年（昭和38年）に消滅している。現存5基の古墳は、3つの山に分散して保存されており、周辺は住宅地となっている。1957年（昭和32年）7月27日に国指定史跡となった。ただし1997年（平成9年）3月6日付けで一部が指定解除されている。

### 1号墳
- 墳形：前方後方墳

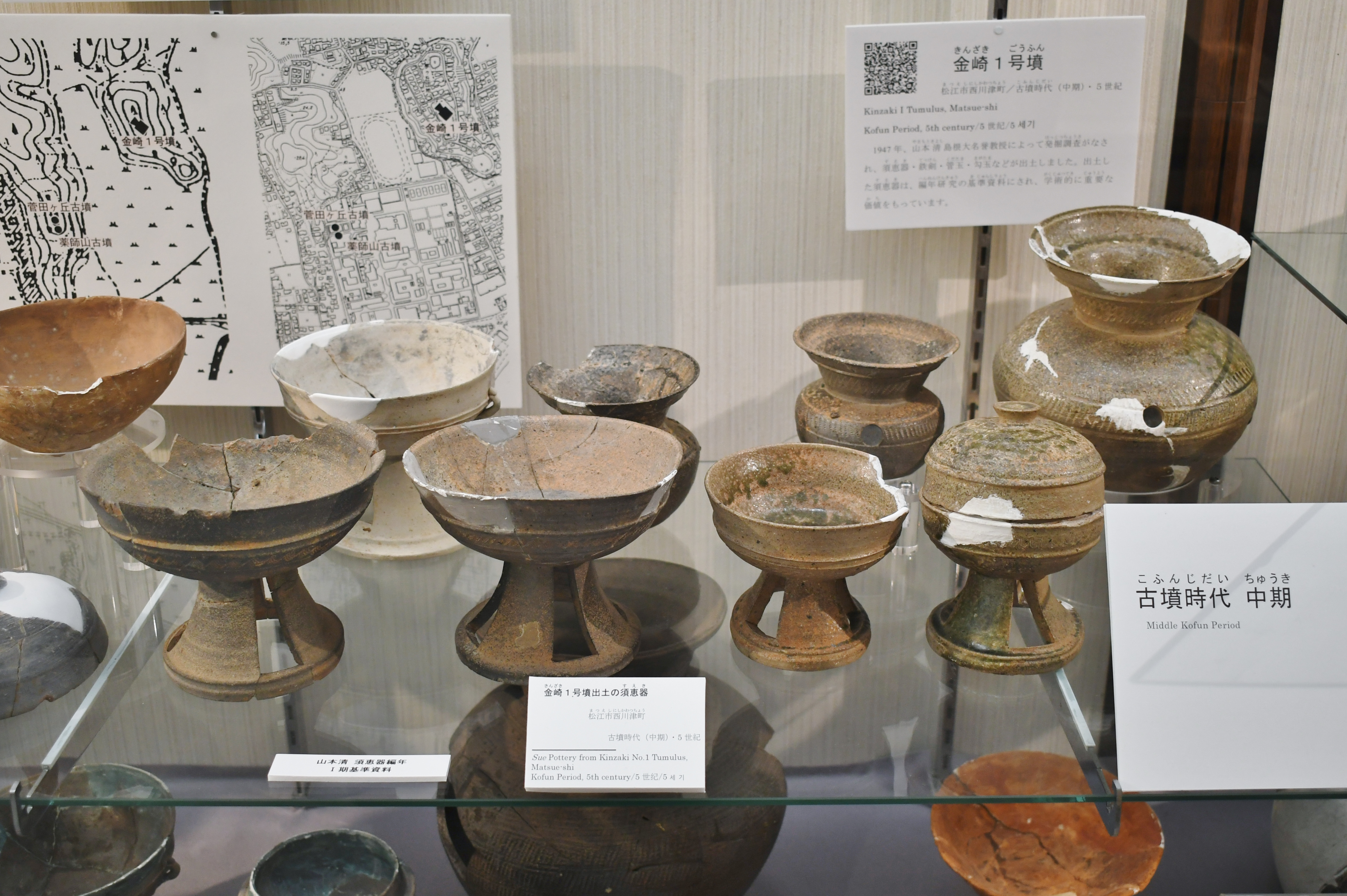
1号墳 須恵器島根大学総合博物館展示。

- 規模：全長32m、前方部長12m、前方部幅14m、前方部高1m、くびれ部幅10m、後方部長20m、後方部幅23.5m、後方部高3m。

### 2号墳
- 墳形：方墳
- 規模：一辺約10m、高さ約1m。

### 3号墳
- 墳形：方墳
- 規模：一辺20m、高さ2m。

### 4号墳
- 墳形：方墳
- 規模：長辺26.5m、短辺17m、高さ3m。

### 5号墳
- 墳形：前方後方墳
- 規模：全長22m、前方部長5m、前方部幅7.5m、前方部高1m、後方部長17m、後方部幅20m、後方部高2.5m。

### 6～11号墳
1963年（昭和38年）、宅地造成工事により消滅

## 文化財

### 国の史跡
- 金崎古墳群 - 1957年（昭和32年）7月27日指定、1997年（平成9年）3月6日に史跡範囲の一部解除。

## 周辺
- 島根大学総合博物館アシカル